# Jabutis
Os jabutis (djeoromitxís) são um grupo indígena que habita o sul do estado brasileiro de Rondônia, mais precisamente as Áreas Indígenas Rio Branco, Rio Guaporé e Terra Indígena Jabuti. No passado a tribo foi muito ameaçada pela presença de garimpeiros em sua área original, fato em parte resolvido pela demarcação de suas terras.
A maioria dos falantes da língua jabuti também fala o português e há outros que ainda sabem se comunicar através de outras línguas indígenas.

## Subgrupos
Subgrupos ou clãs:
| Nome      | Tradução                                                          |
| --------- | ----------------------------------------------------------------- |
| Joromití  | “palmeira”                                                        |
| Kunonerê  | “formiga vermelha”                                                |
| Kurofê    | “buriti”                                                          |
| Kunambirô | “formiga preta”                                                   |
| Oricotaré | de ori, “serras”: “entre serras”, isto é, “aldeias entre serras”. |